# 南山区
南山区是中华人民共和国广东省深圳市中西部的一个市辖区，于1990年1月经中华人民共和国国务院批准成立，与罗湖区、福田区、盐田区共同组成深圳经济特区。因辖区内拥有大南山、小南山和建村历史700多年的南山村，故名『南山区』，區人民政府駐桃园路2号。
南山区位于深圳市西南，行政区域土地面积187.53平方千米，海岸线长43.7千米。下辖8个街道办事处和105个社区居委会。东临深圳湾，西濒珠江口，北靠羊台山，南至内伶仃岛和大铲岛。
南山区是深圳市的高新技术产业基地、高等教育基地、旅游基地和西部物流基地。也是深圳大学、深圳大学城、深圳市高新技术产业园、深圳湾体育中心所在地。南山区旅游景区有深圳华侨城、世界之窗、欢乐谷、锦绣中华，海上世界、新安故城（南头古城）、青青世界、深圳野生动物园、塘朗山郊野公园等。

## 地理

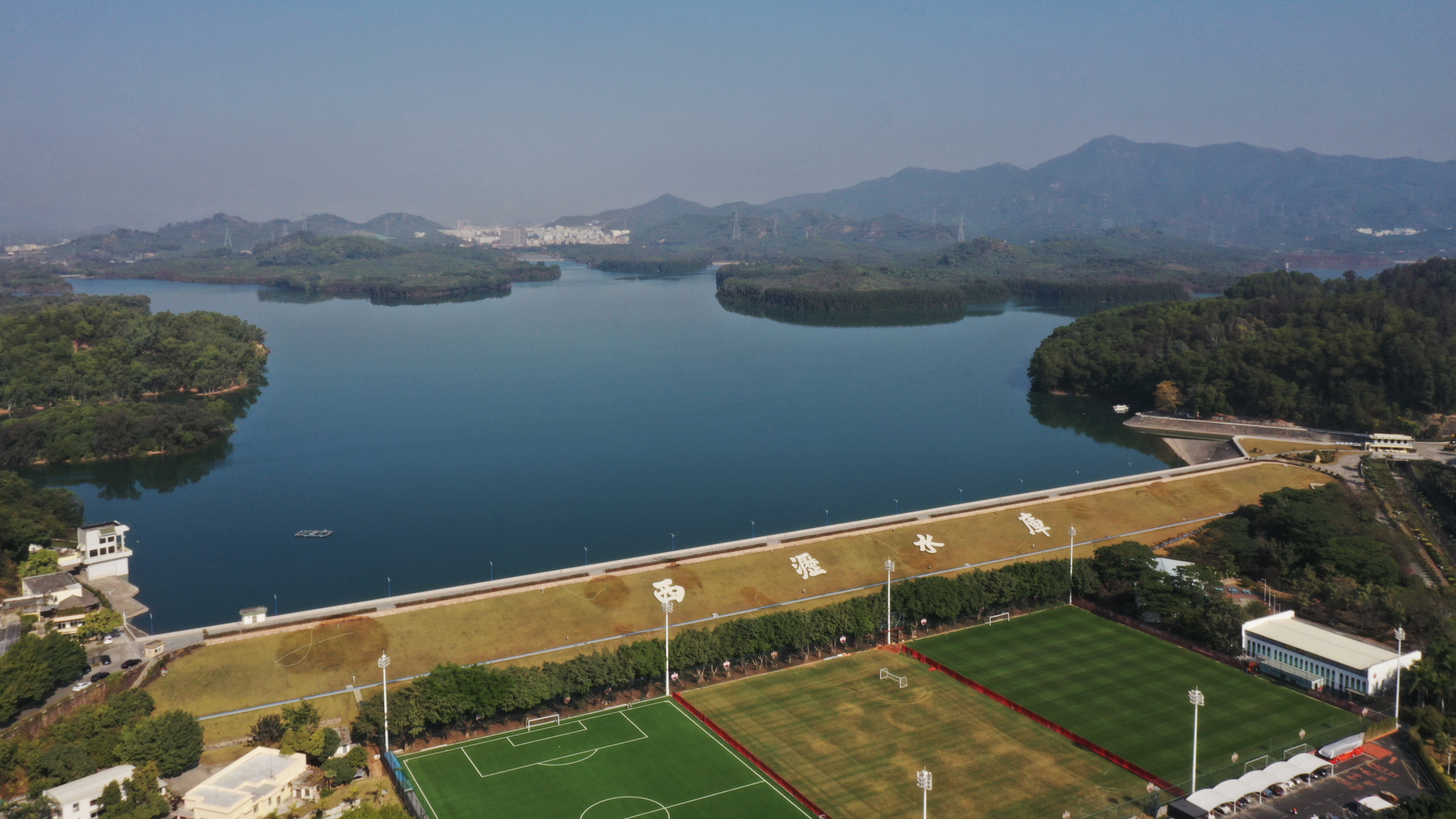
西丽水库是深圳市重要的水源地之一

南山区位于深圳市西南部，东临深圳湾，与福田区接壤；西濒珠江口，与珠海市隔海相望；北靠羊台山，与宝安区毗邻；南至内伶仃岛和大铲岛，与香港元朗區一水相隔（海灣）。地理坐标大致位于北纬22°26'至33'，东经113°50'至114°之间。南山区拥有长约40公里的海岸线，是典型的滨海城区。
南山区地势北高南低。北部西丽一带是以羊台山和塘朗山为中心形成的高低丘陵，南部南头、华侨城、南头半岛（除大、小南山）一带主要是低平的台地、阶地、平原和海滩。西丽水库区至沙河入海口是一条狭长的谷地，呈台地和冲积平原地貌。南山区地面坡度和缓，海岸线长而平直，泥滩宽广且扩展较快。

## 历史
在南山发现的月亮湾新石器时期遗址，证明早在新石器时代已经有先民在此繁衍生息。遗址位于月亮湾青青世界下面的荔枝园，占地3.6万平方米。出土的文物主要包括一批陶片和一只制作精细的石锛。据专家考证，遗址属6000多年前新石器时代中晚期，为“山岗遗址”。
南山区屋背岭商代遗址，则是岭南地区目前发现最大的商时期墓葬群。遗址位于南山区桃源街道办福光村村北，1400多平方米的范围内密集排列着商时期的94座墓葬，发掘出土200余件珍贵文物，被列入2001年度“全国十大考古新发现”。屋背岭遗址既有中原文化的痕迹，又有岭南文化的特性，证明了早在3000多年前岭南地区就有了自己独特的文明存在。

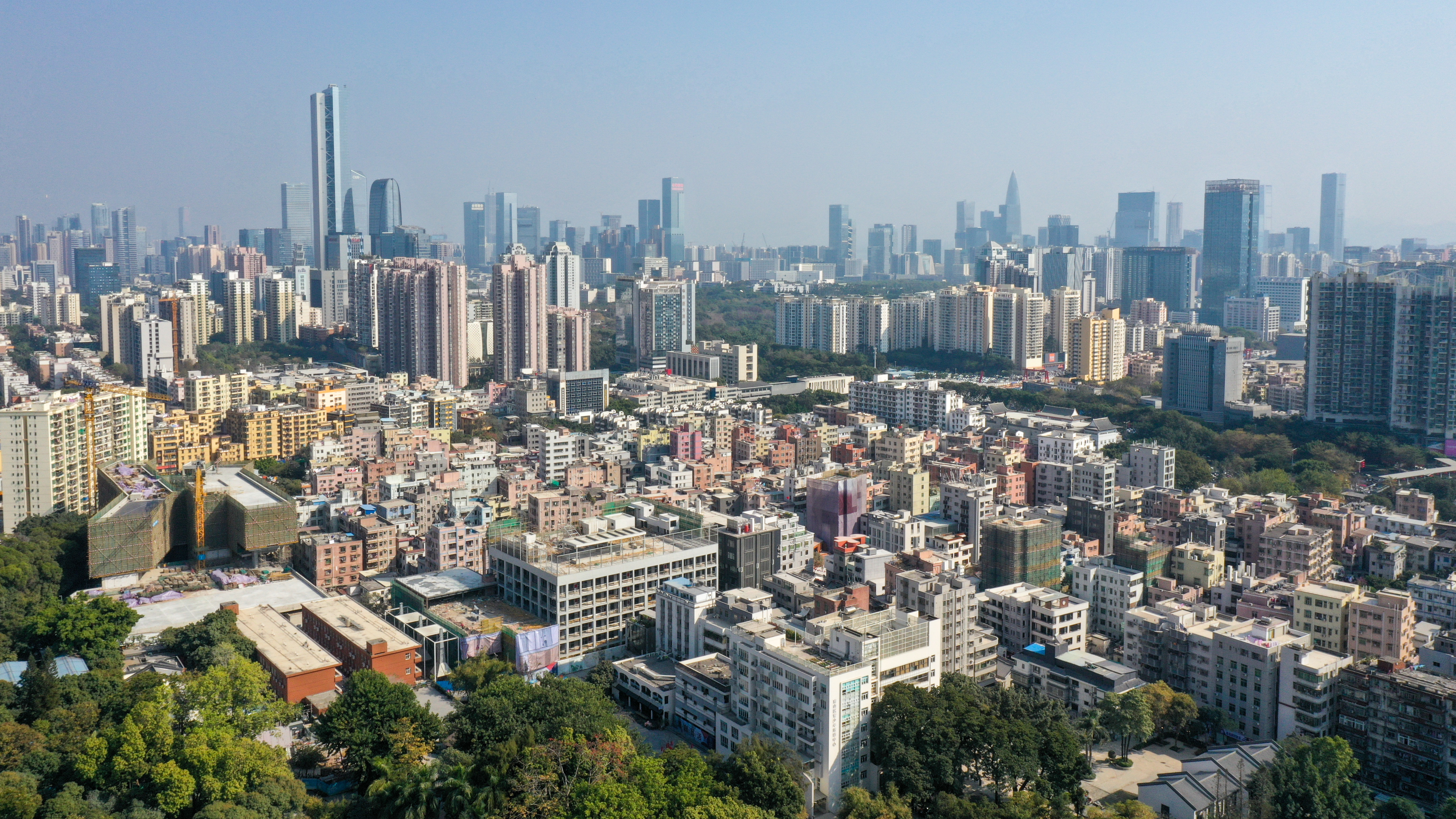
南山区南头街道天际线

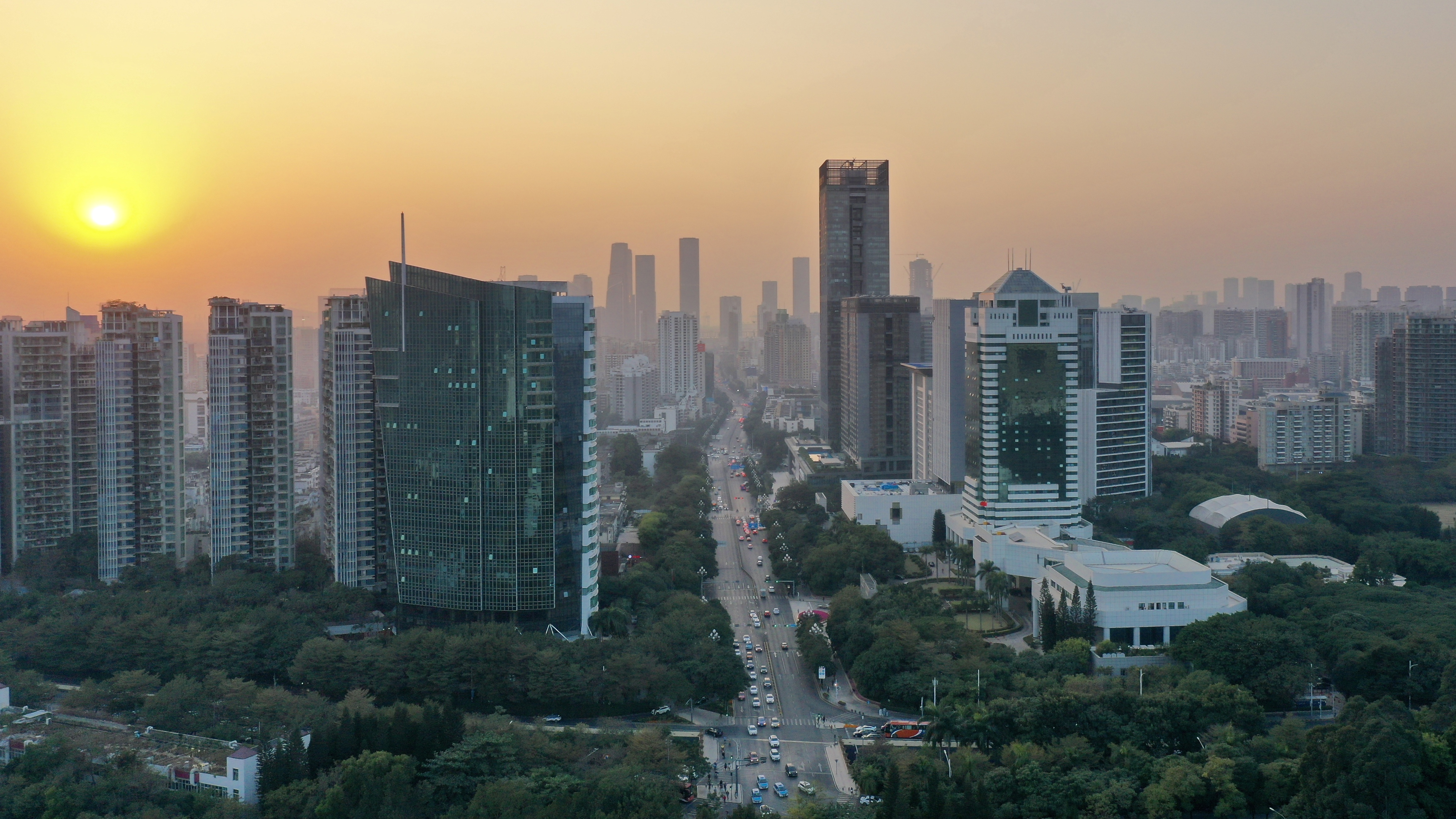
傍晚的桃园路，右侧为南山区政府驻地

东晋成帝咸和六年(331年)设立东官郡，辖宝安(包括今深圳、香港、东莞部分、番禺南部、中山市、珠海市、澳门等地区)、兴宁、海丰、安怀(今东莞)、海安(今惠丰)、欣乐(今惠州)六县，东官郡治和宝安县治同在今南头古城一带，这是深圳城市历史的开端。从此至上世纪五十年代，南头古城一带长期作为历代郡县治所在地，更被誉为“深港历史之根”。

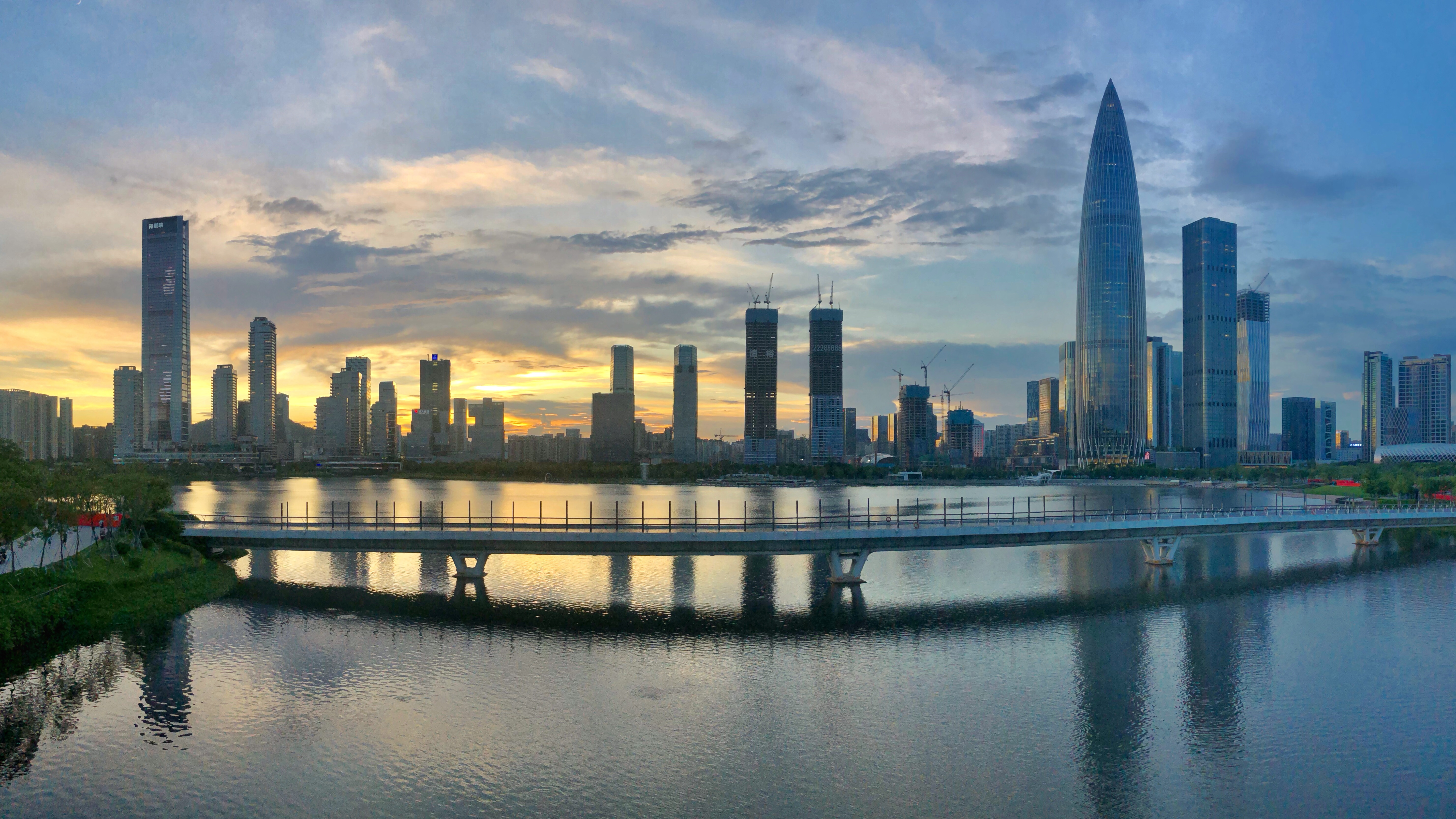
从后海大桥眺望科苑南路天际线，右侧最高建筑为中国华润大厦，俗称『春笋』大厦

1979年，国务院批准招商局自筹资金开发蛇口工业区的提议，这是中華人民共和國首个对外开放的工业区。7月8日，蛇口工业区基础工程正式动土启建。
1990年1月，国务院批准设立南山区，管辖原南头区与蛇口区行政区域，上隶深圳市。是年9月，南山区正式成立，沿袭至今。区政府驻南头街道桃园路1号，距深圳市政府17千米。
2010年8月26日国务院对《前海深港现代服务业合作区总体发展规划》批复同意后，位于南山区的前海深港现代服务业合作区也将成为深圳未来新的增长点。

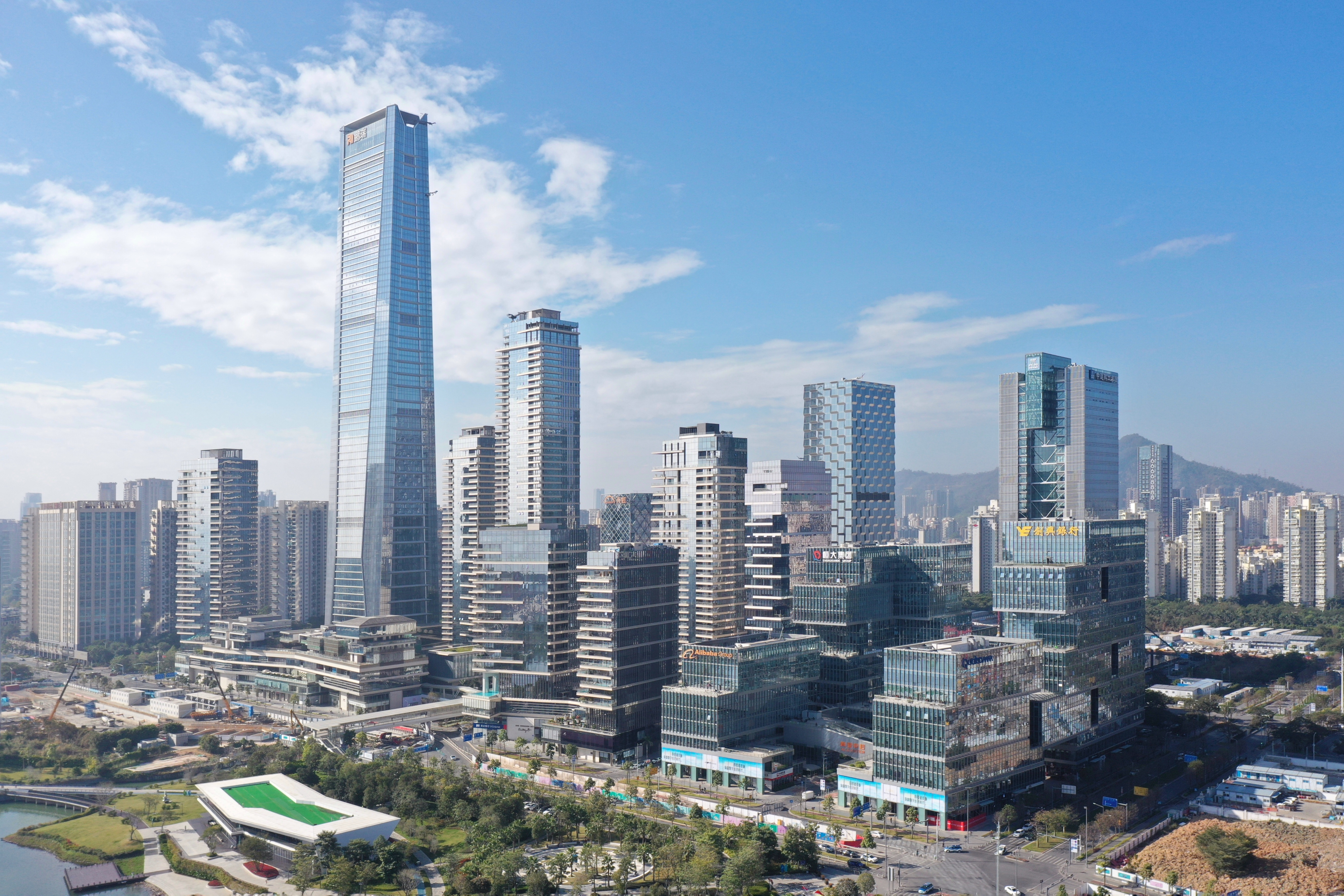
深圳湾一号商业区的摩天大楼

## 行政区划
南山区下辖八个街道办事处，分别为：
南头街道、南山街道、沙河街道、蛇口街道、招商街道、粤海街道、桃源街道和西丽街道。

## 人口

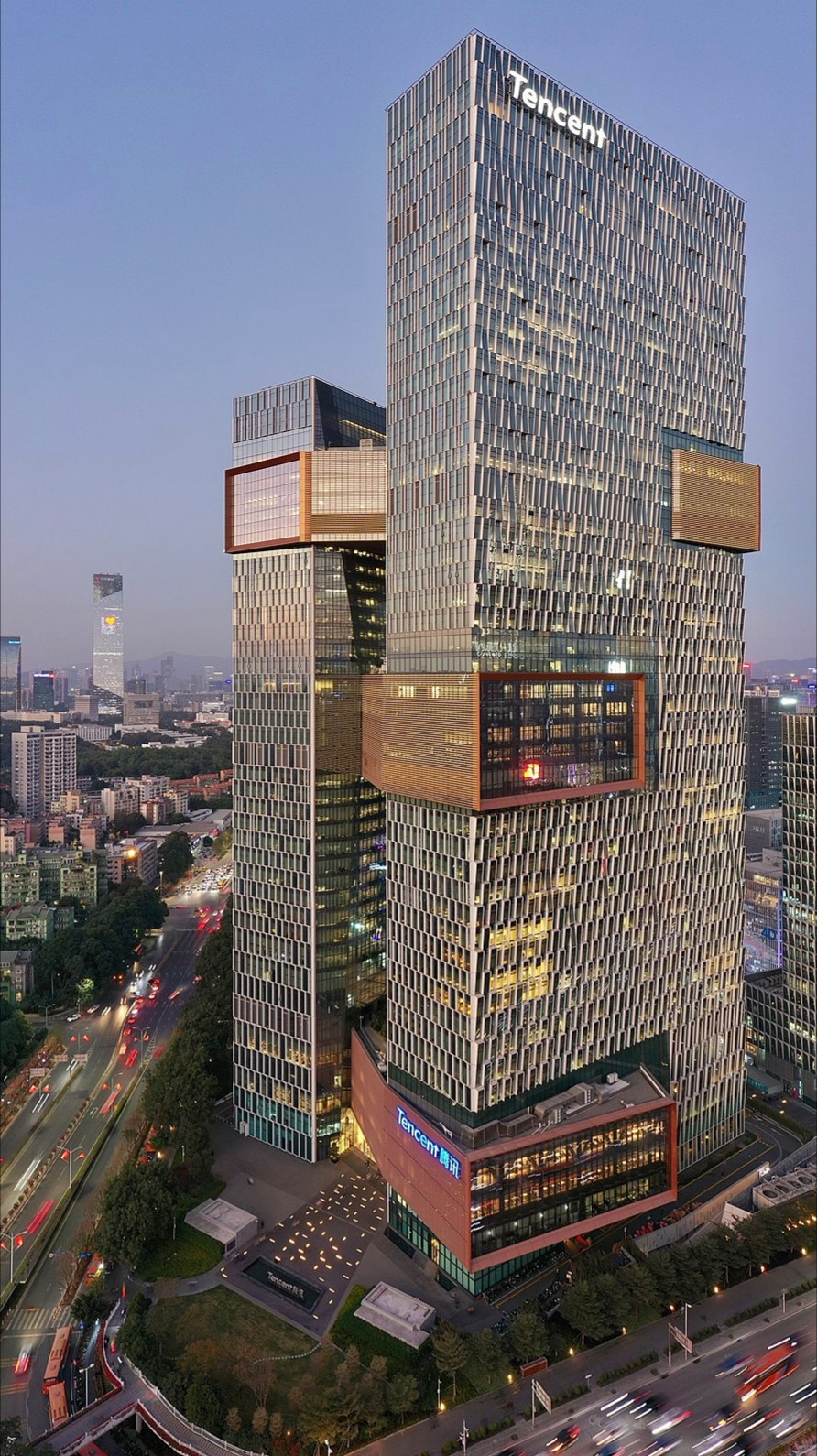
腾讯滨海大厦是腾讯公司的总部

截至2020年11月1日零時，根據深圳市第七次全国人口普查數據結果，南山區常住人口1795826人。
2021年末常住人口181.41萬人。其中，常住户籍人口90.59萬人，常住非户籍人口90.81萬人。

## 经济
按照2015年广东省行政区域GDP排名，深圳南山区以3714.57亿元力压广州天河区排名全省第一。
蛇口工業區乃南山區最早的經濟核心，除此之外還有科技園。深圳最著名的高新科技園在大沙河西岸，而在西麗街道則仍有小量工廠。
在2000年代初前，南山區亦曾經設有塘朗山石礦場，但隨著經濟特區的發展而停止開採。
2016年5月，深圳市南山区成为国务院首批双创示范基地。
2020年全年南山区地区生产总值为6502.22亿元，同比增长5.1%。

### 新兴产业
5G、集成电路、机器人、人工智能、生物医药、海洋经济等领域。

### 知名公司
作为中国大陆著名的科技产业集聚地之一，南山区拥有一系列知名科技企业总部或者分部：腾讯、大族激光、研祥智能、迈瑞医疗、创维、金蝶、普联、百度、微软、西门子、阿里巴巴、字节跳动、华为、中兴、迅雷、大疆创新、中软国际等等。

## 公共设施

### 教育

#### 高等教育

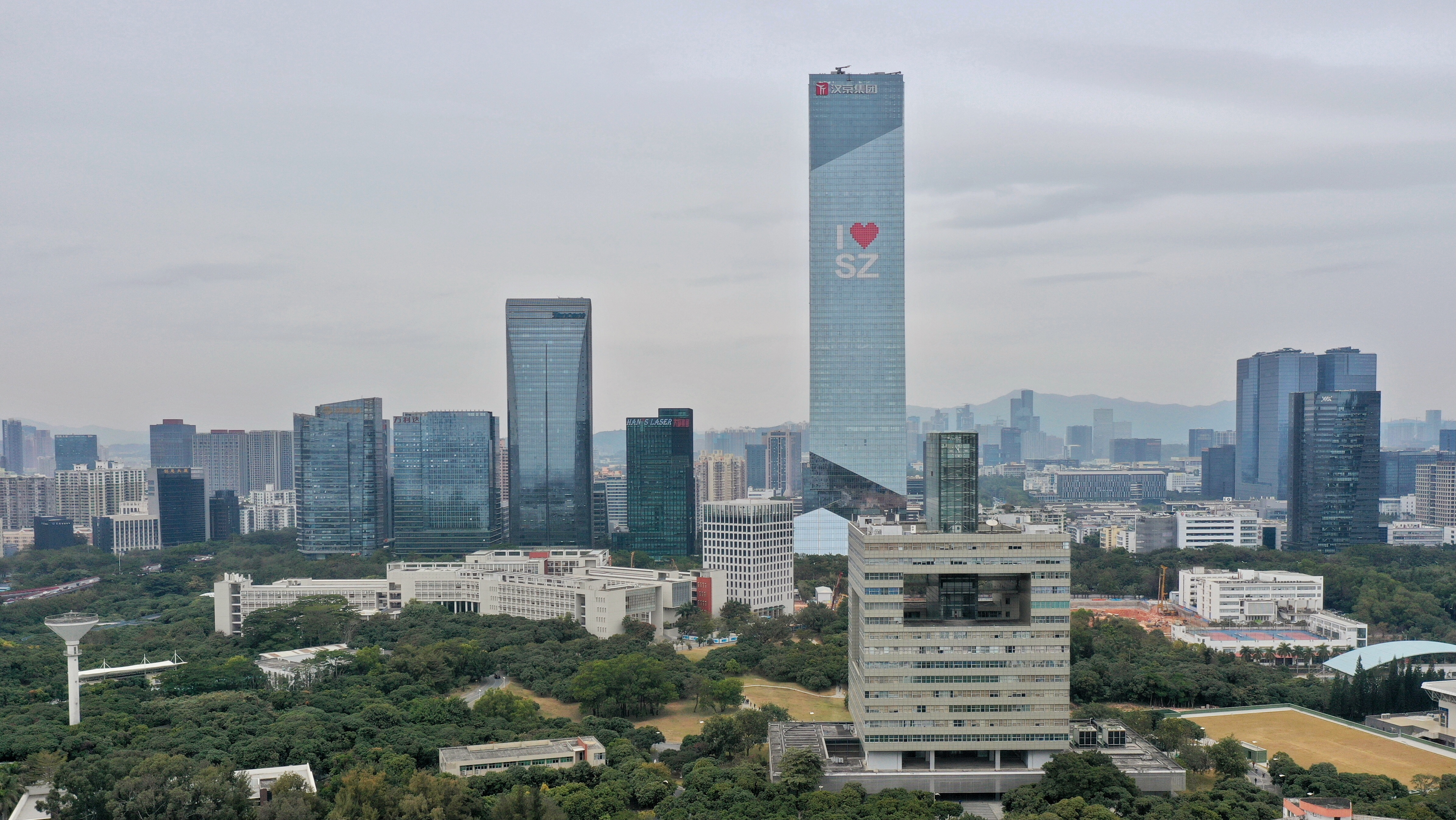
深南大道旁的騰訊大廈（左）和汉京中心（右），前景是深圳大学粤海校区

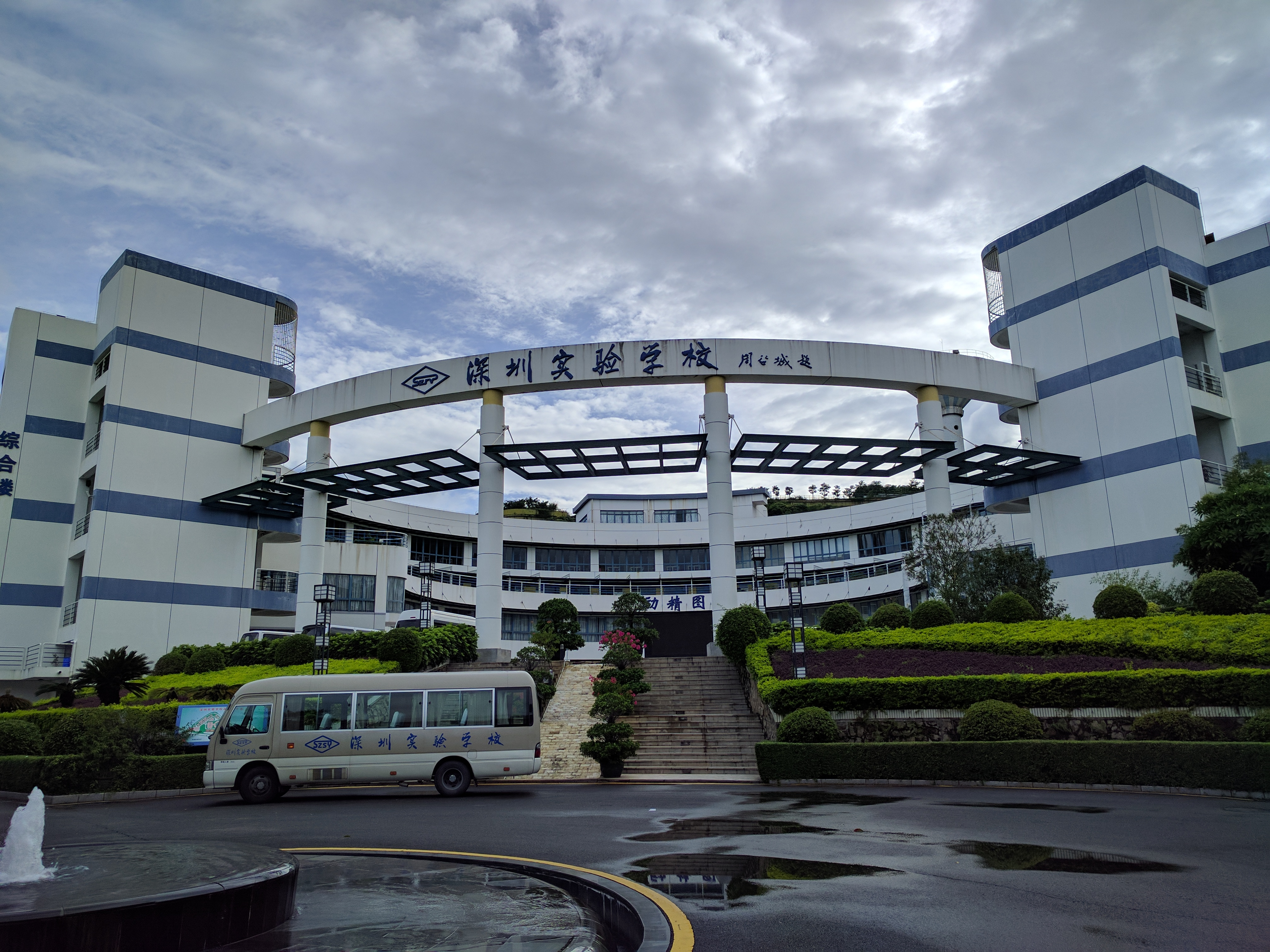
位于南山区西丽街道的深圳实验学校高中部

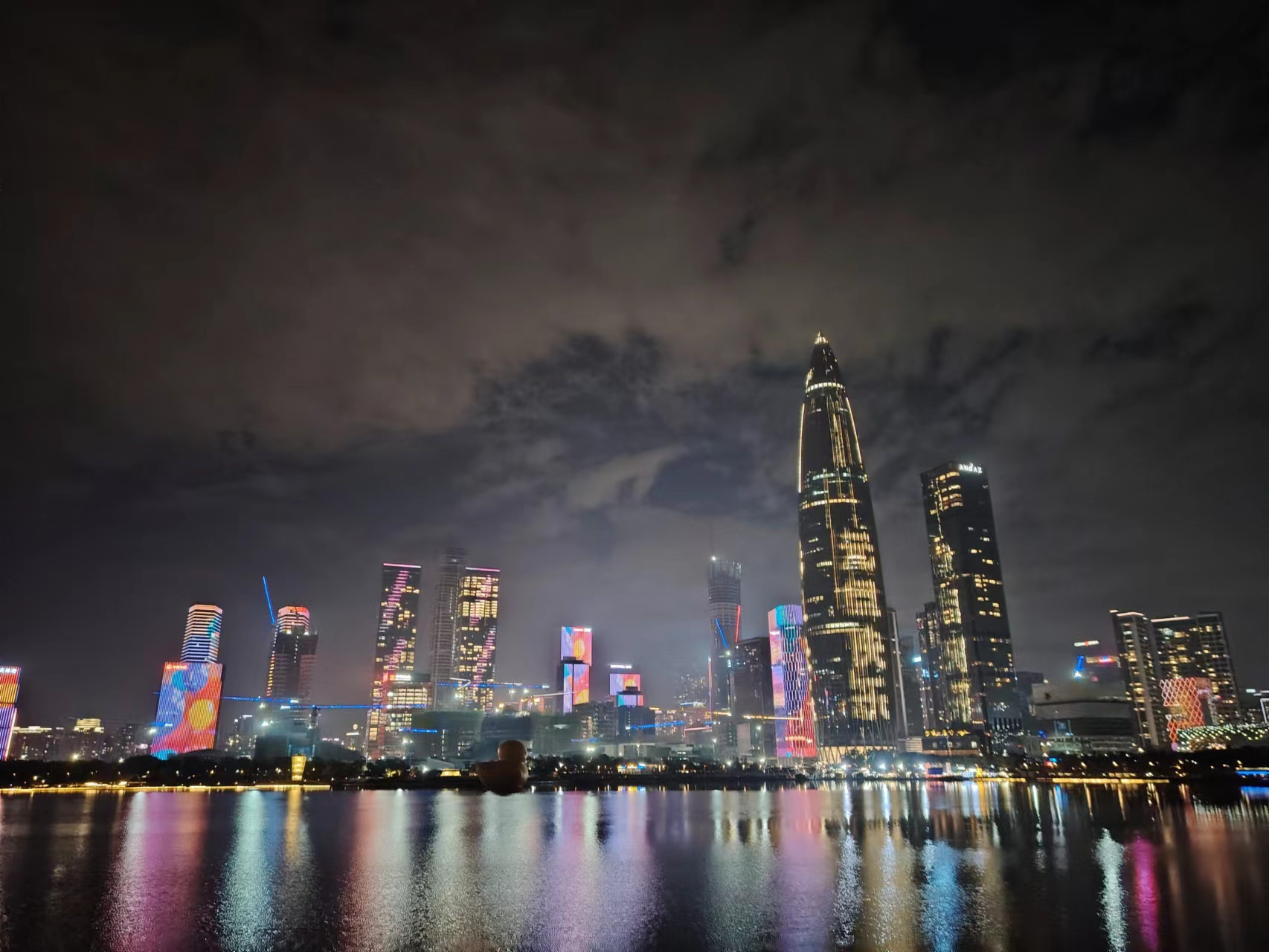
从人才公园拍摄的夜景，最高建筑为中国华润大厦

作为深圳市高等教育基地，南山区汇集了深圳大学、南方科技大学、深圳职业技术学院、暨南大学旅游学院、深圳虚拟大学园、深港产学研基地等深圳市的大部分主要高等院校和科研机构。而坐落在南山区西丽湖畔的深圳大学城，更是集聚了北京大学深圳研究生院、清华大学深圳国际研究生院、哈尔滨工业大学（深圳）、中国科学院深圳先进技术研究院等一大批著名高等院校和科研机构。

#### 小学
南山区的小学有桃源小学、卓雅小学、月亮灣小學、南油小學、南山小學、南園小學、向南小學、南山實驗小學、前海小學、荔香中學、珠光小學等。

#### 中学
南山区的中学有哈尔滨工业大学（深圳）实验学校、深圳实验学校高中部、南山实验麒麟中学、深圳市育才中學、深圳市育才二中、深圳市育才三中、深圳市第二高级中学、南頭中學、蛇口中學、華僑城中學、北京師範大學南山附屬學校、南山外国语学校、南山第二外国语学校等。

### 医疗
南山区的医院有南山区人民医院、蛇口人民医院、华侨城医院、南方科技大学医院、深圳大学总医院等。

### 公园
南山区的市政公园有塘朗山公园、四海公园、中山公园、荔香公园、大南山公园、深圳湾公园、深圳人才公园等。

### 购物商场
岁宝龙珠店、万象天地、欢乐海岸、深圳湾万象城、益田假日广场、海岸城、前海卓越Intown、来福士广场、宝能环球汇、宝能all city、益田假日里、方大城、塘朗城、云城万科里、京基百纳广场、汇港购物中心、OCT PARK欢乐时光、海上世界、茂业百货、侨城坊等等。

### 文化场所

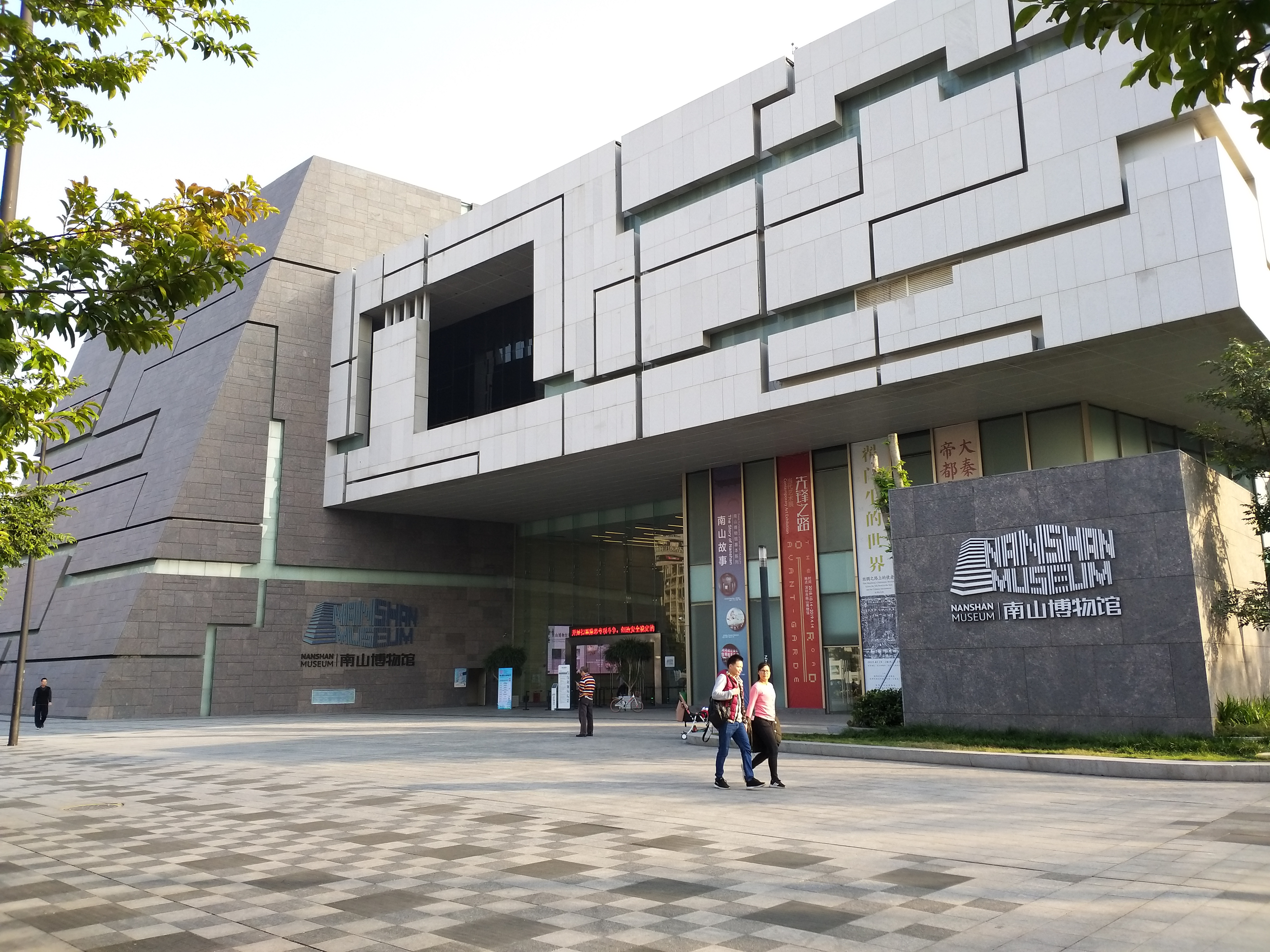
南山博物馆正门

博物馆：蛇口博物馆、南山博物馆、南头古城博物馆、天后博物馆、钢结构博物馆、招商局历史博物馆。

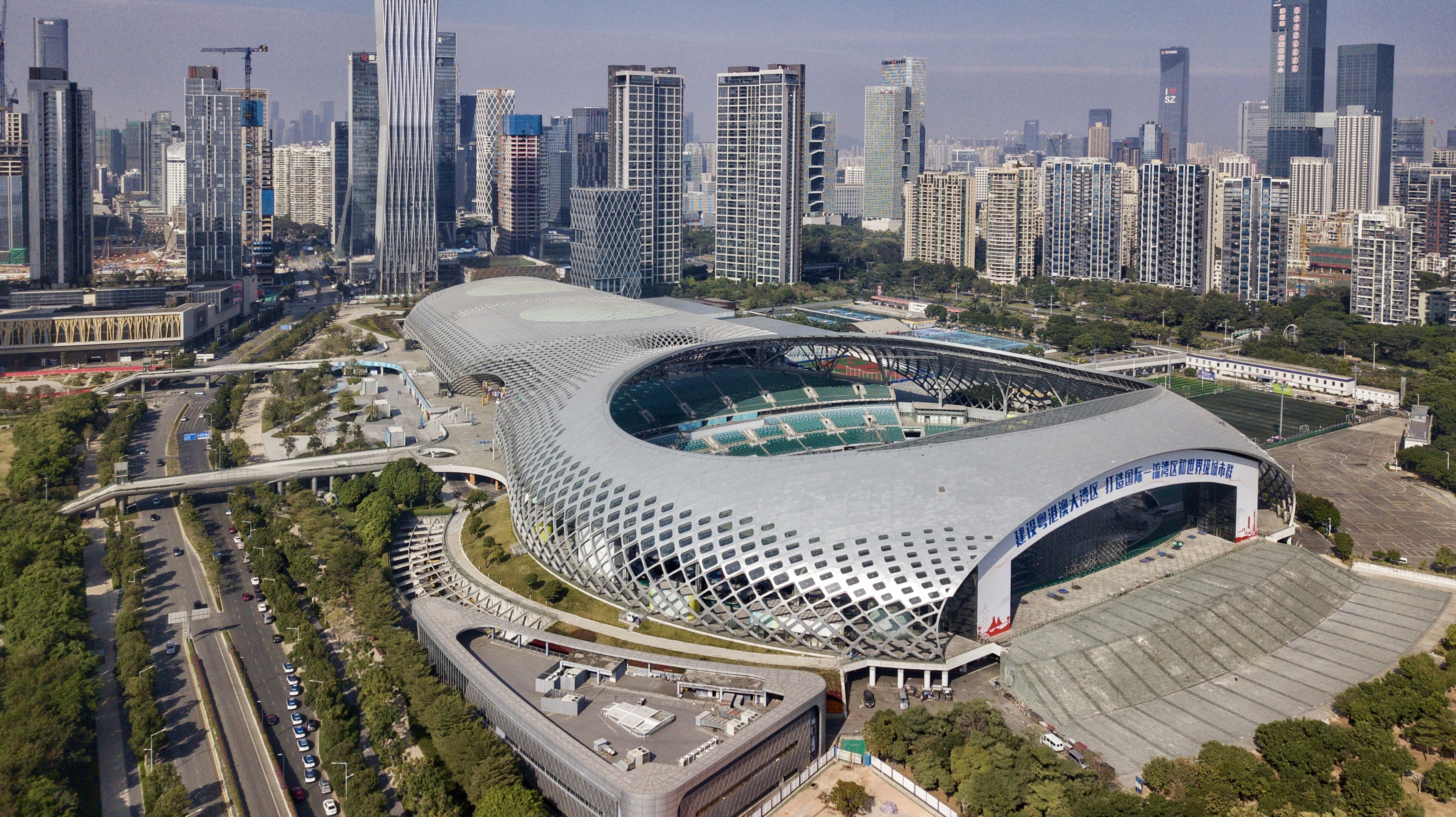
深圳湾体育中心，第26届世界大学生运动会的举办地

体育场馆：华润深圳湾体育中心、南山文体中心、蛇口体育中心、西丽体育中心、华侨城体育（文化）中心、阳光文体中心羽毛球馆、荔香公园网球场。
深圳市南山区文化馆成立于1986年6月，现位于南山区桂庙路西阳光文体中心，室内面积5500平方米。
南山图书馆：南山图书馆是由南山区政府1994年投资兴建的区级公共图书馆，是南山区标志性的文化建筑之一。占地面积13700平方米，设计藏书60万册。

## 旅游

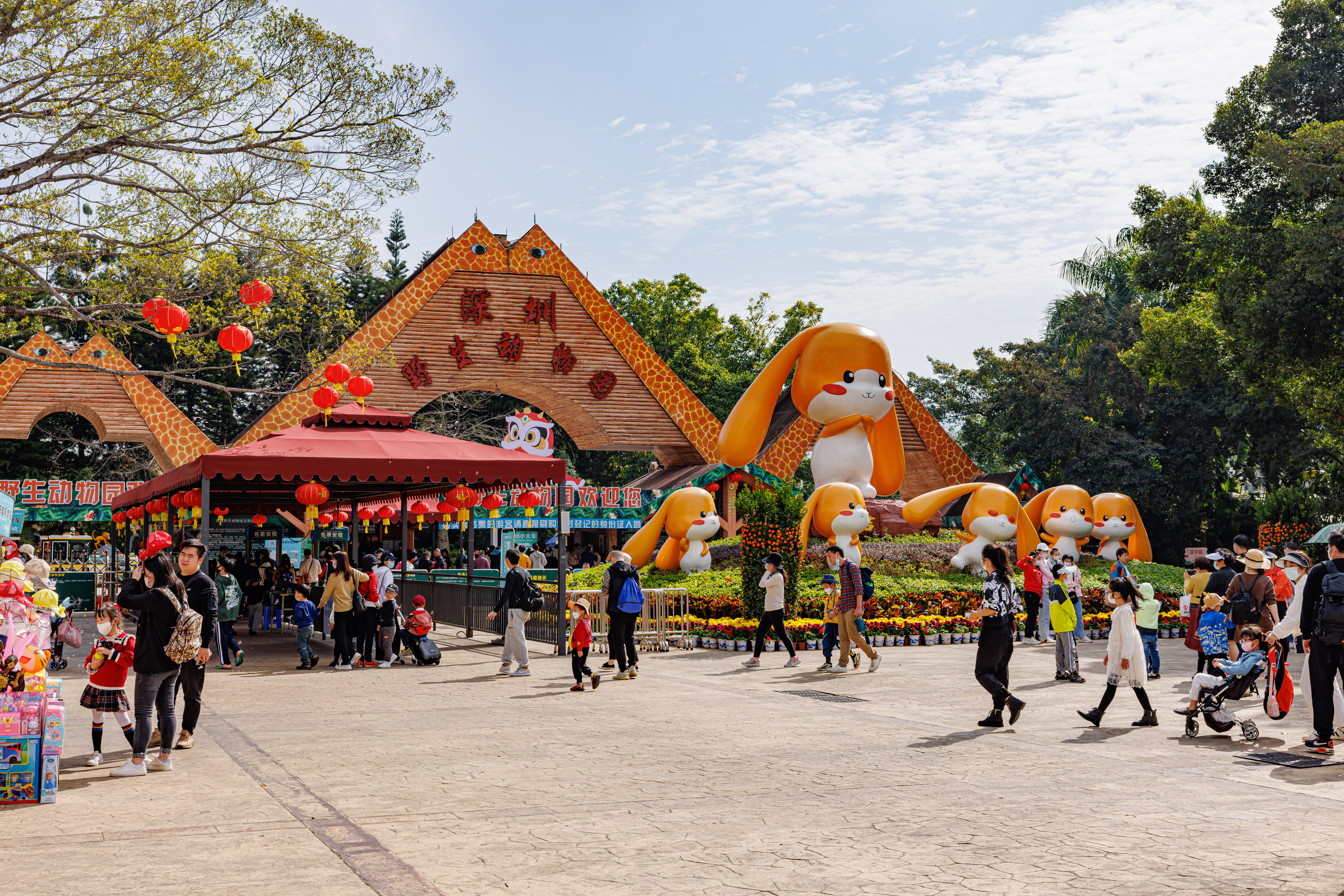
深圳野生动物园正门

作为深圳市的旅游基地，南山区拥有丰富多样的旅游资源。世界之窗、欢乐谷、锦绣中华、青青世界、野生动物园、南头古城、欢乐海岸等分别代表着南山不同风格的旅游资源，每年都吸引着大量的海内外游客前来南山观光、休闲、度假。2009年上半年，南山区共接待海内外游客超过500万人次，旅游业发展的质量和效益不断提高。

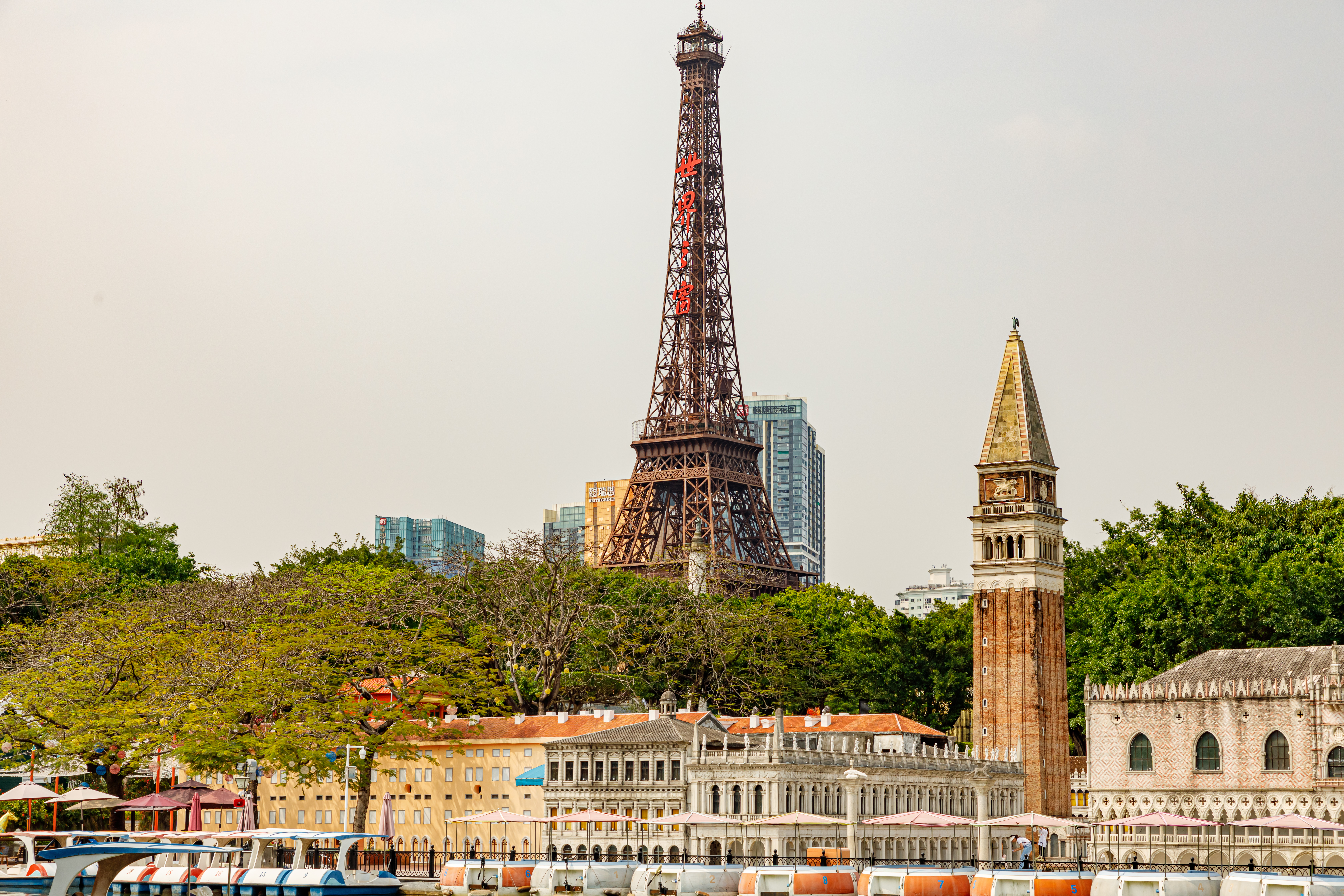
世界之窗景区内的巴黎景观

南山区的主题公园有世界之窗、欢乐谷、锦绣中华等。世界之窗坐落于南山区华侨城，占地48万平方米。于1994年6月18日开业，是一个集世界奇观、历史遗迹、自然风光与民俗风情于一体的大型主题公园。世界之窗世界著名景点景观130多处，其中包括埃及金字塔和卡尔纳克神庙、柬埔寨吴哥窟、美国大峡谷、巴黎凯旋门、印度泰姬陵、比萨斜塔等。欢乐谷也坐落于南山华侨城，毗邻世界之窗和锦绣中华，是华侨城集团开发的融参与性、观赏性、娱乐性、趣味性于一体的中国大陆现代大型主题公园。深圳欢乐谷占地面积35万平方米，总投资20亿元人民币，是一座中国现代主题乐园。深圳欢乐谷全园共分九大主题区：西班牙广场、卡通城、冒险山、欢乐时光、金矿镇、香格里拉森林、飓风湾、阳光海岸、玛雅水公园，加上高空单轨列车“欢乐干线”，有100多个游乐项目。
而自2007年深圳灣口岸通用，和在2010年12月，深圳地鐵2號線通車後，南山區後海填海區一帶出現了很多新景點和商業大廈，如深圳灣公園、深圳灣體育中心、南山區影城、後海商業區與欢乐海岸等等，相信在未來的時間內，南山區圍曉深圳灣口岸相關的土地會急劇發展，形成后海商業文化及金融區，很有可能會成為深圳第二個市中心。
历史古迹有南头古城、宋少帝陵、天后宫等；还有海上世界、深圳湾大桥等都市旅游景点。

塘朗山郊野公园城市看台是“山海连城计划”的重要节点，坐山拥海，直面深圳湾与城市核心区的壮阔全景，将打造成一座名片级的深圳湾区城市看台。地处深圳市南山区、龙华区与福田区三区交界处。塘朗山主峰塘朗顶，是深圳中心城区制高点，可全方位观赏深圳城市景观。峰顶远眺，视线可及福田、罗湖、南山、宝安、龙华各区，向东远处可见梧桐山、鸡公山等绵延山脉；向北可见深圳大学城、西丽水库；西南面，留仙洞战略性新兴产业总部基地、深圳湾高新技术产业园、后海总部基地等展现眼前，远望可及蛇口、前海片区和宝安中心区；南望深圳湾，远眺香港。

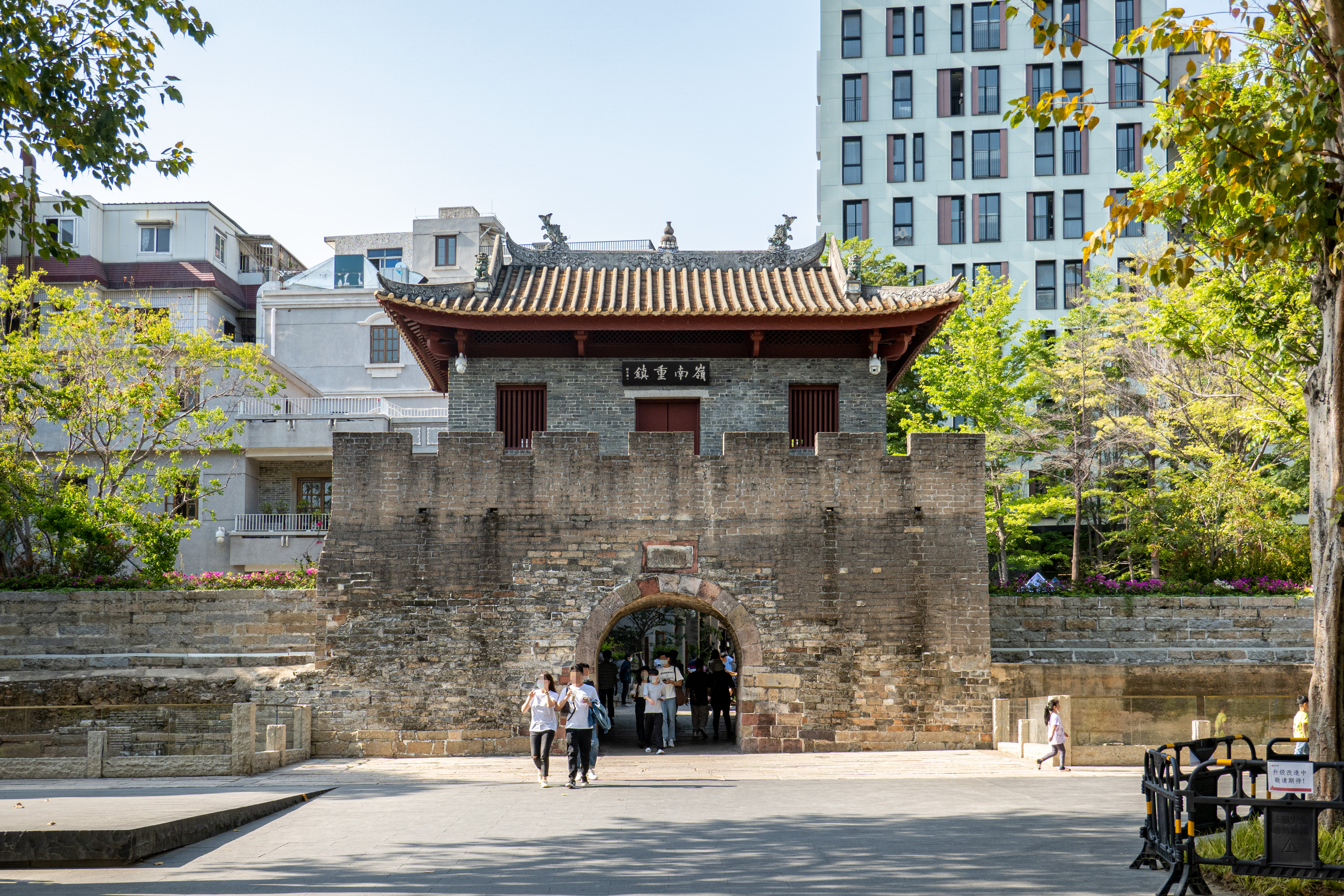
南头古城南门
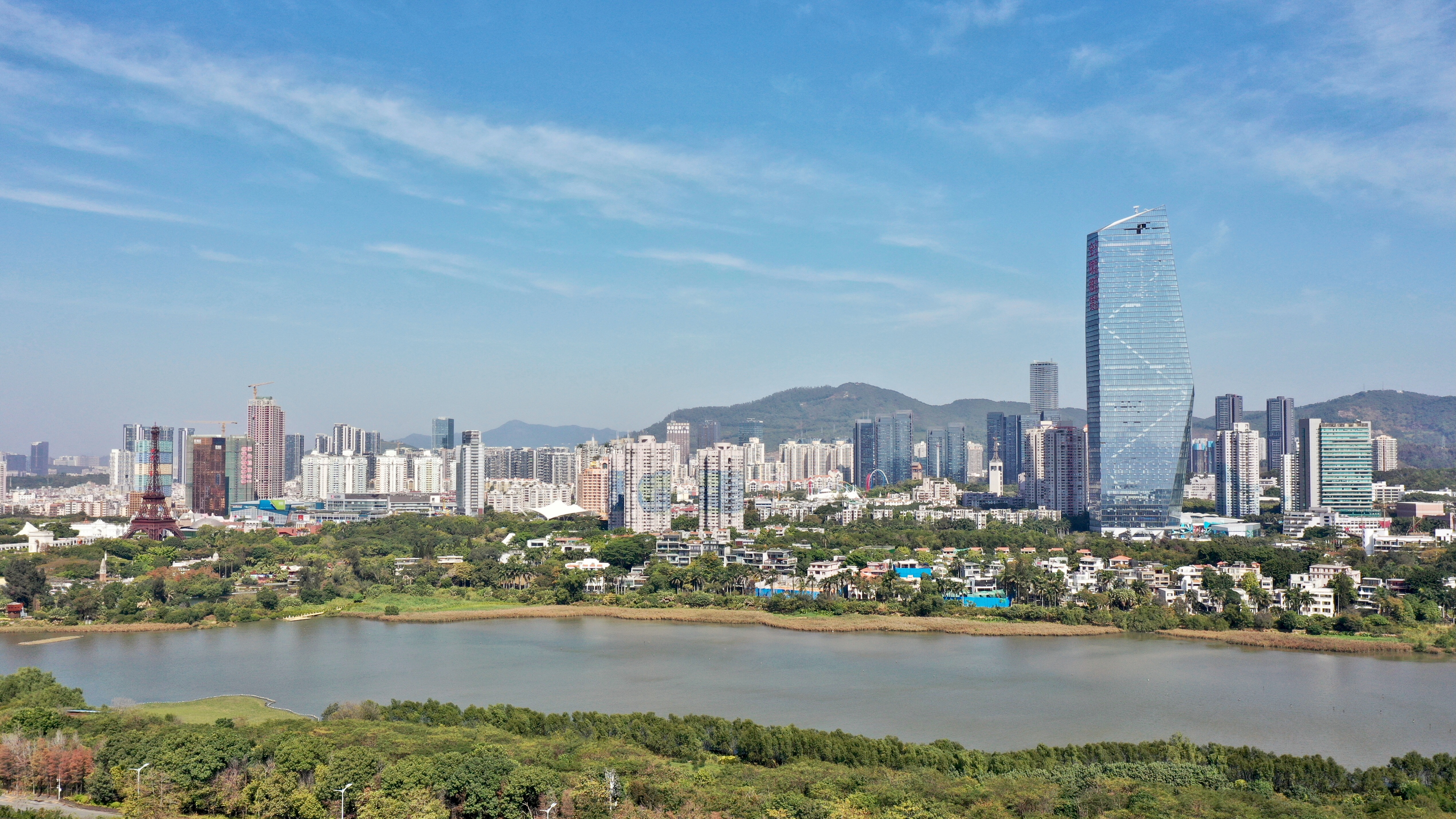
华侨城区域，前景为华侨城湿地，左侧为世界之窗公园
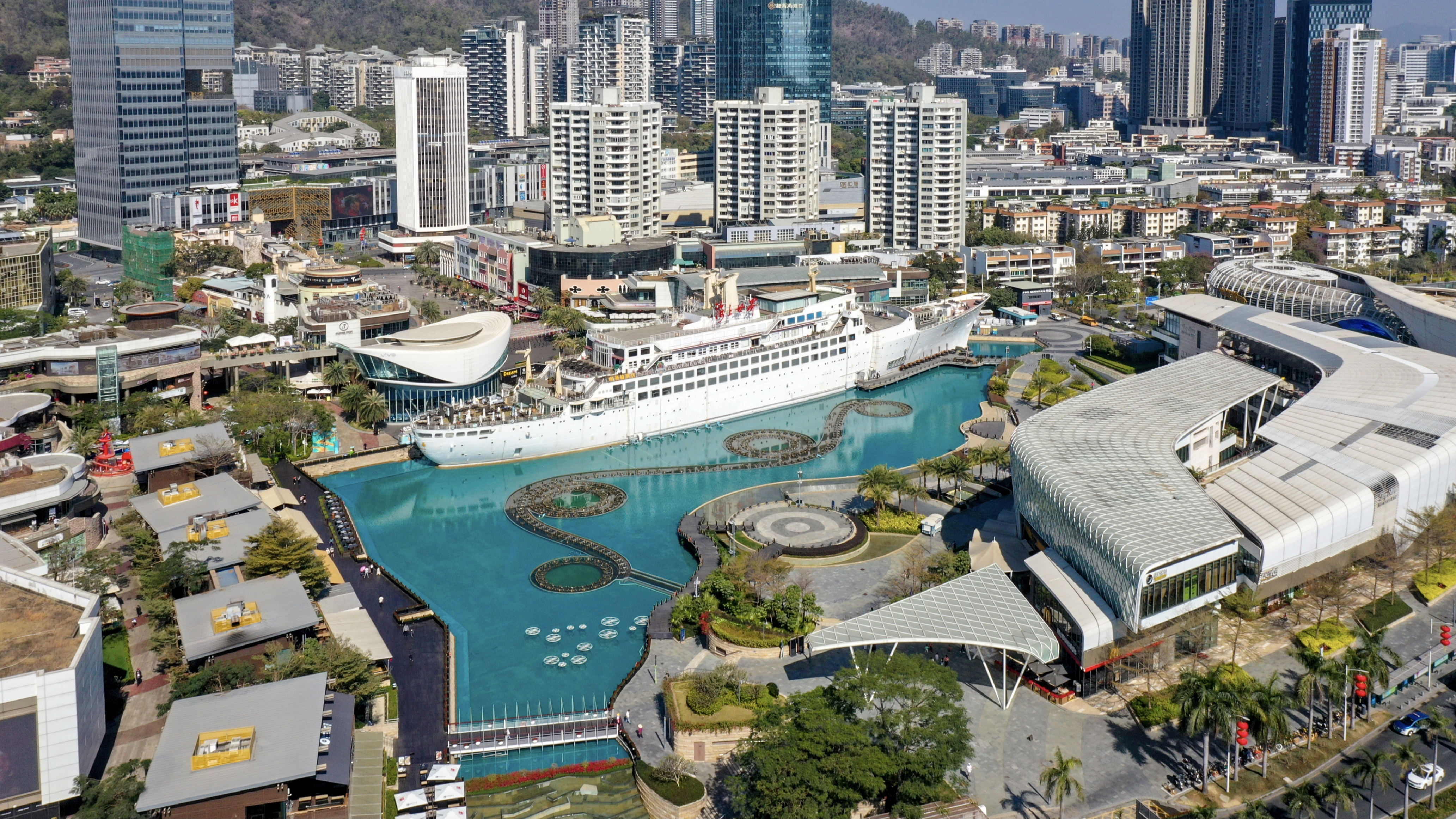
蛇口海上世界景区由明华轮改造而来
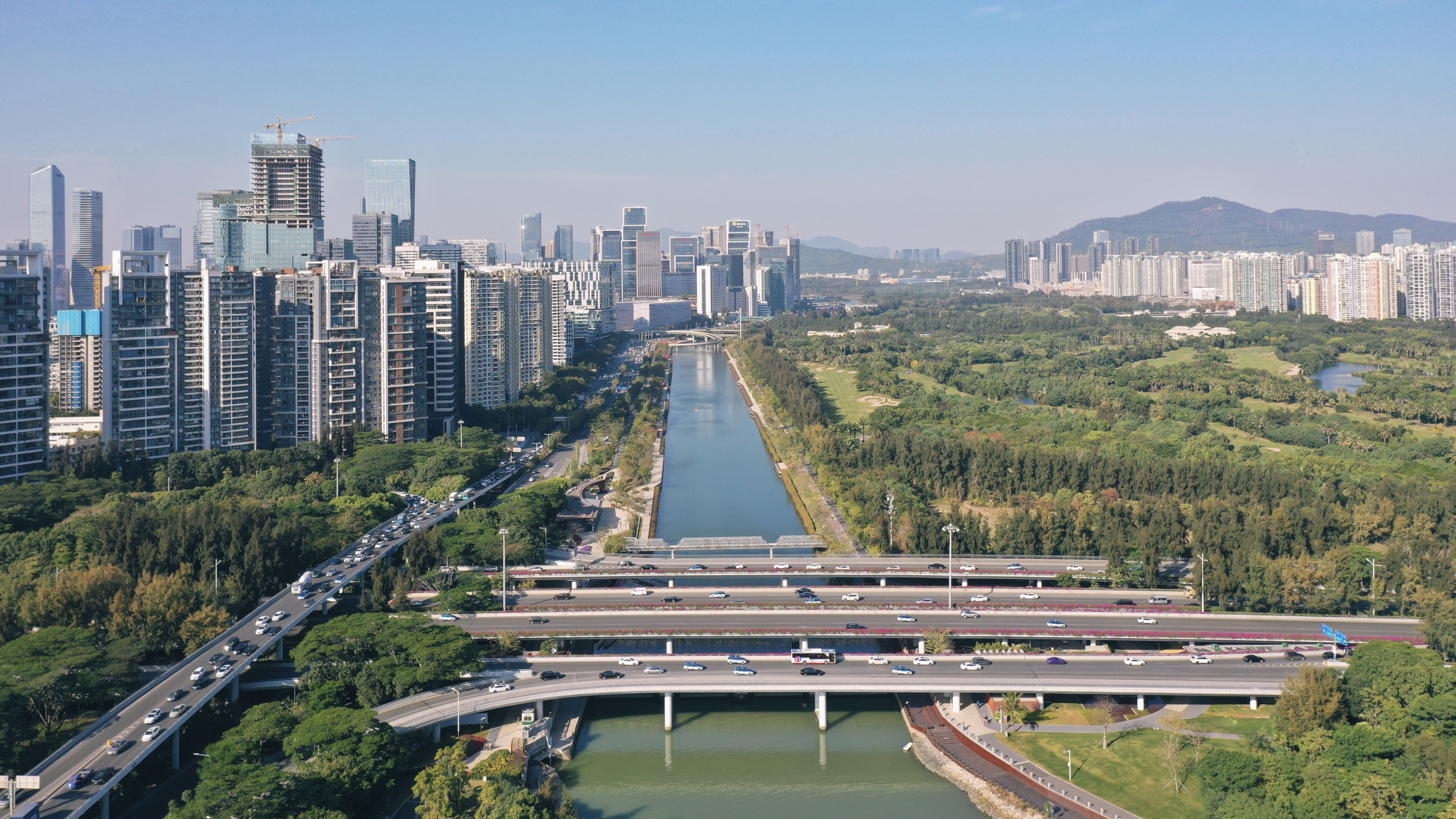
沙河生态长廊南端，沙河被视为南山区的母亲河，经过多年治理后成为市民休闲场所

## 交通

### 公路干线

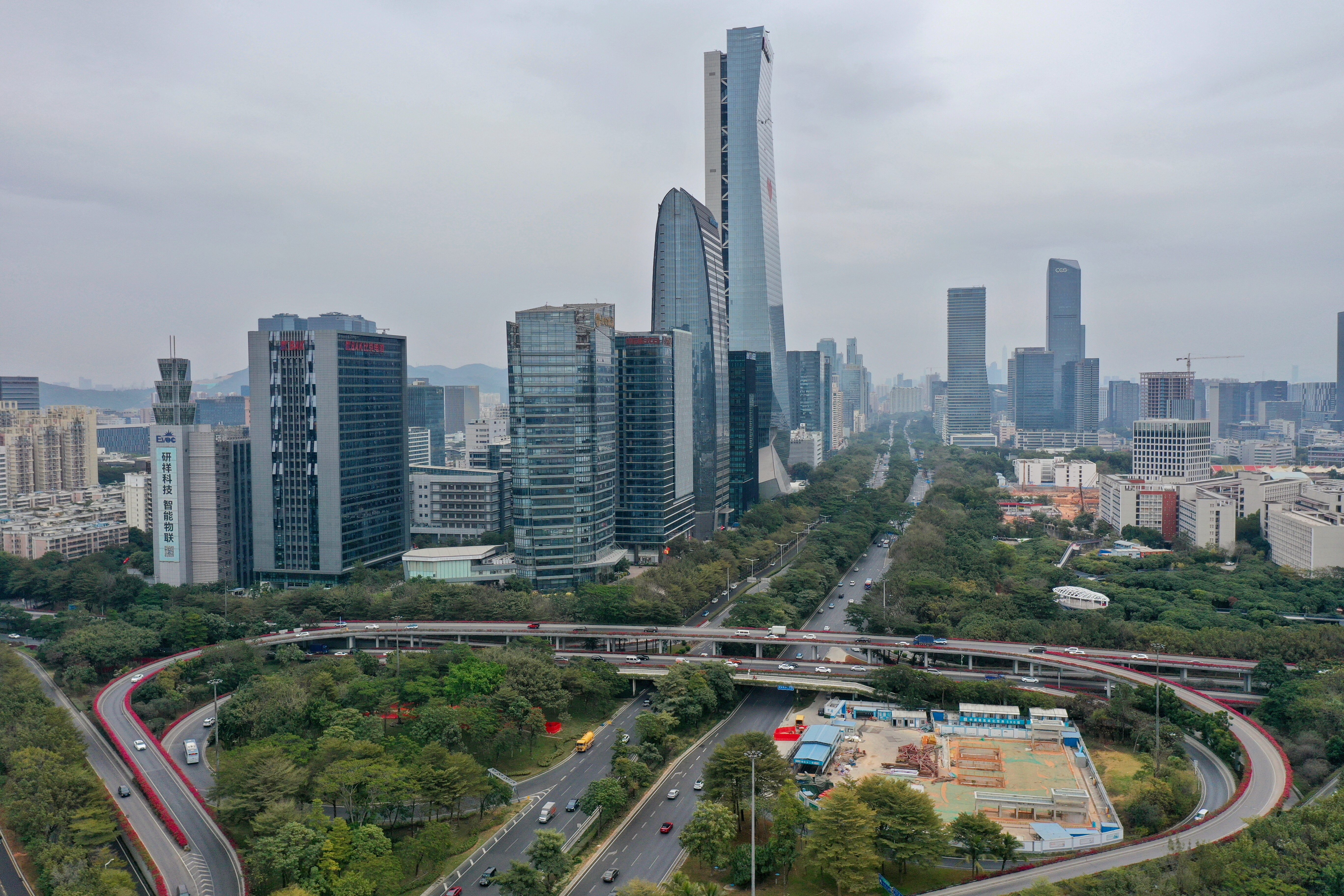
深南大道，深南南海立交东侧天际线。

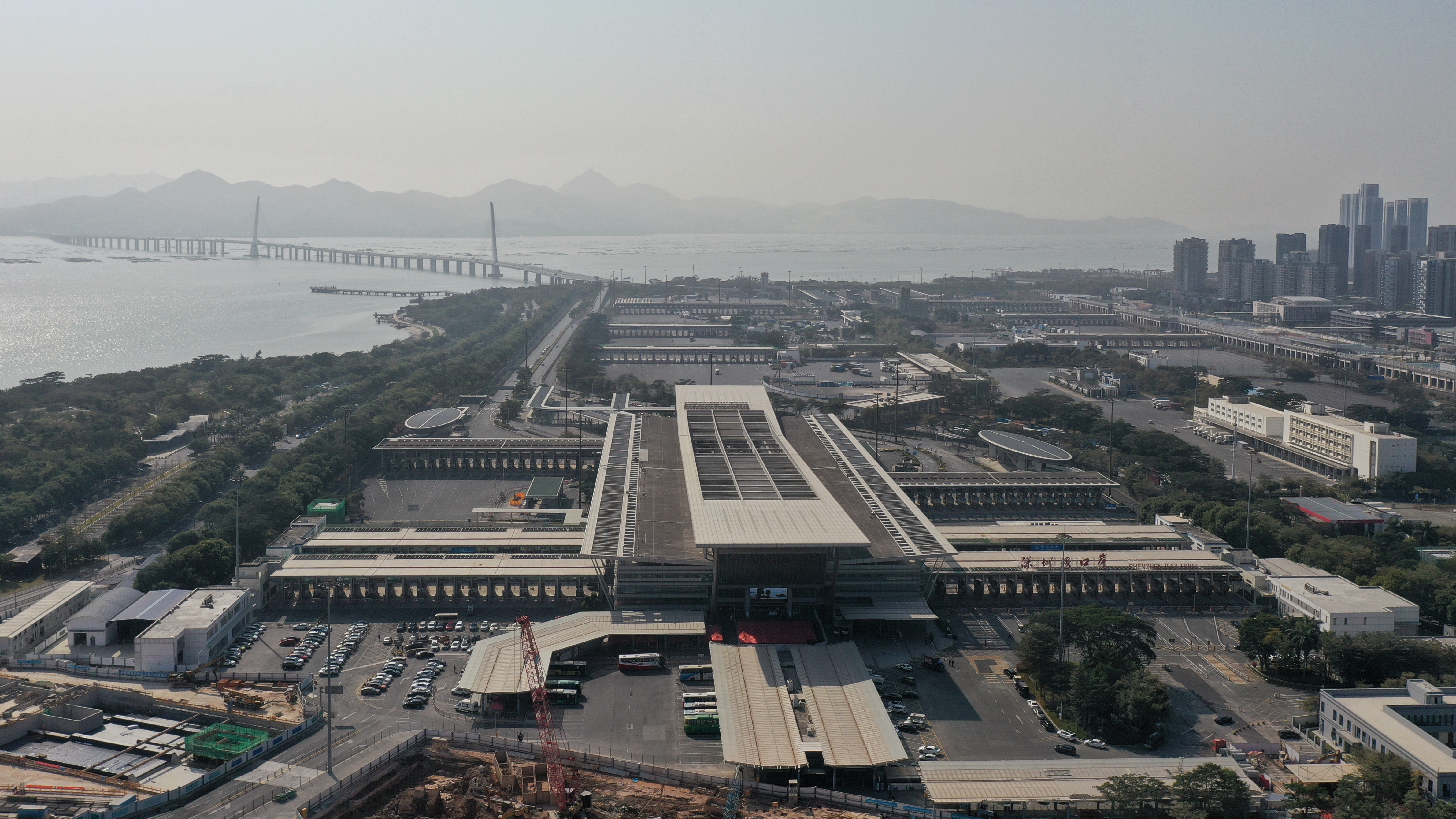
连接南山及香港新界西的深圳湾口岸，远端为深圳湾公路大桥。

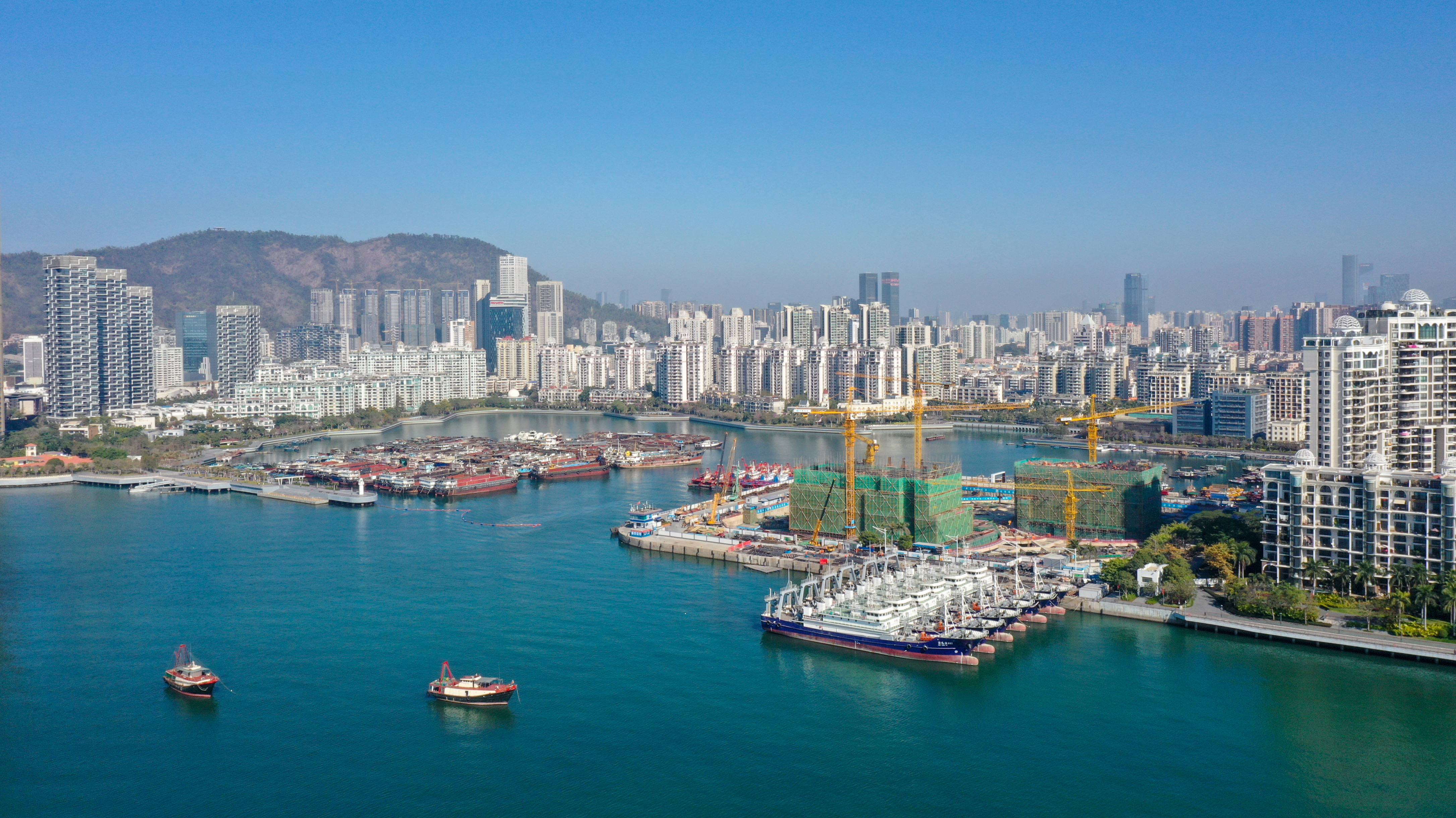
蛇口港

南山区的公路干线有廣深高速公路、廣深沿江高速公路、深南大道、南海大道、南山大道、滨海大道、北环大道、沙河西路、月亮灣大道、南坪快速路及深圳灣公路大橋等。

### 鐵路
深圳地鐵 █1号线、█2号线、█5号线、█7号线、█9号线、█11号线、█12号线、█13号线、平南鐵路经过南山区，另南山区正在兴建穗深城际铁路和深惠城际铁路，并在西丽街道兴建西丽站，其中：
█1号线的車站有僑城東站（福田區與南山區之交界）、华侨城站、世界之窗站、白石洲站、高新園站、深大站、桃園站、大新站、鯉魚門站和前海灣站
█2号线的車站有僑城北站、世界之窗站、紅樹灣站、科苑站、后海站、登良站、海月站、灣廈站、東角頭站、水灣站、海上世界站、蛇口港站和赤灣站
█5号线的車站有长岭陂站、塘朗站、大学城站、西丽站、留仙洞站、前海湾站、桂灣站、前灣站、前灣公园站、妈湾站、铁路公园站、荔灣站和赤灣站
█7号线的車站有深大麗湖站、北大站、西麗湖站、西丽站、茶光站、珠光站、龍井站、桃源村站和深雲站
█9号线的車站有深圳灣公園站（福田區與南山區之交界）、深灣站、紅樹灣南站、高新南站、粤海门站、深大南站、南山书城站、南油站、南油西站、荔林站、怡海站、夢海站和前灣站
█11号线的車站有紅樹灣南站、后海站、南山站和前海灣站
█12号线的车站有左炮台东站、太子湾站、海上世界站、花果山站、四海站、南油站、南光站、南山站、桃园站、南头古城站、中山公园站、同乐南站
█13号线的车站有深圳灣口岸站、人才公園站、后海站、科苑站、粤海门站、深大站、高新中站

平南铁路的车站有蛇口西站、媽灣站、深圳西站、西丽站

## 特产
南山荔枝：中国地理标志产品。